# Tanjung Dalam (Curup Selatan)
Tanjung Dalam is een bestuurslaag in het regentschap Rejang Lebong van de provincie Bengkulu, Indonesië. Tanjung Dalam telt 884 inwoners (volkstelling 2010).